# Orașul ca un joc de șah
Orașul ca un joc de șah (titlu original The Squares of the City) este un roman science fiction al scriitorului britanic John Brunner. A fost publicat pentru prima oară în Statele Unite de către Ballantine Books în decembrie 1965.  
A fost nominalizat la Premiul Hugo pentru cel mai bun roman în 1966.
În limba română a fost publicat în 1994 de către Editura Ovidiu în colecția Science Fiction I, coperta fiind realizată de Anamaria Smigelschi. Romanul a fost tradus de Ștefan Ghidoveanu și Sorin Casapu.
Este o poveste sociologică a războiului claselor urbane și a intrigilor politice care au loc în capitala fictivă sud-americană Vados. Romanul explorează ideea mesajelor subliminale folosite ca instrumente politice și este notabil deoarece are structura unui faimos joc de șah din 1892 dintre Wilhelm Steinitz și Mihail Cigorin. Această structură nu este întâmplătoare și joacă un rol important în poveste.